# 柳瀬荘
柳瀬荘（やなせそう）は、所沢市大字坂之下にある、実業家・茶人松永安左エ門の元別荘。
敷地内にある江戸時代後期の民家「黄林閣」は国の重要文化財に指定されている。

## 概要
柳瀬荘は、実業家で茶人でもあった松永安左エ門（耳庵）の別荘だったもので、昭和23年（1948年）、松永から東京国立博物館に寄贈された。中心的建物である黄林閣は、東京府北多摩郡柳窪村（現在の東京都東久留米市）にあった、旧名主・村野家の住宅を、松永が昭和5年（1930年）に譲り受け、現在地に移築したものである。苔庭や竹林の中に黄林閣のほか近衛文麿の命名した斜月亭などが点在し、当時の様式を残す建造物として保存されている。
建設当時は数奇屋、長屋門、土蔵、観音堂も配置されていた。

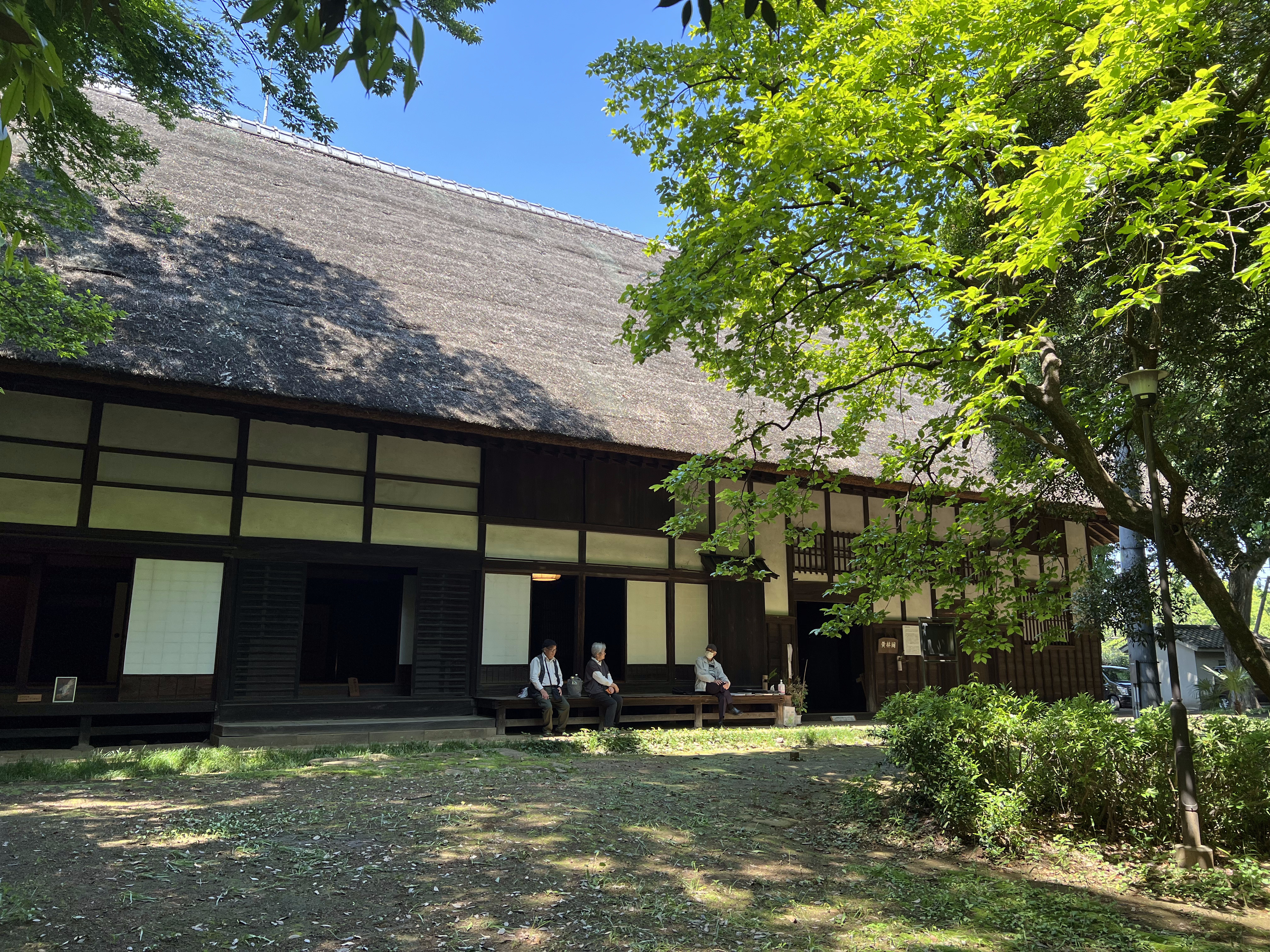
黄林閣
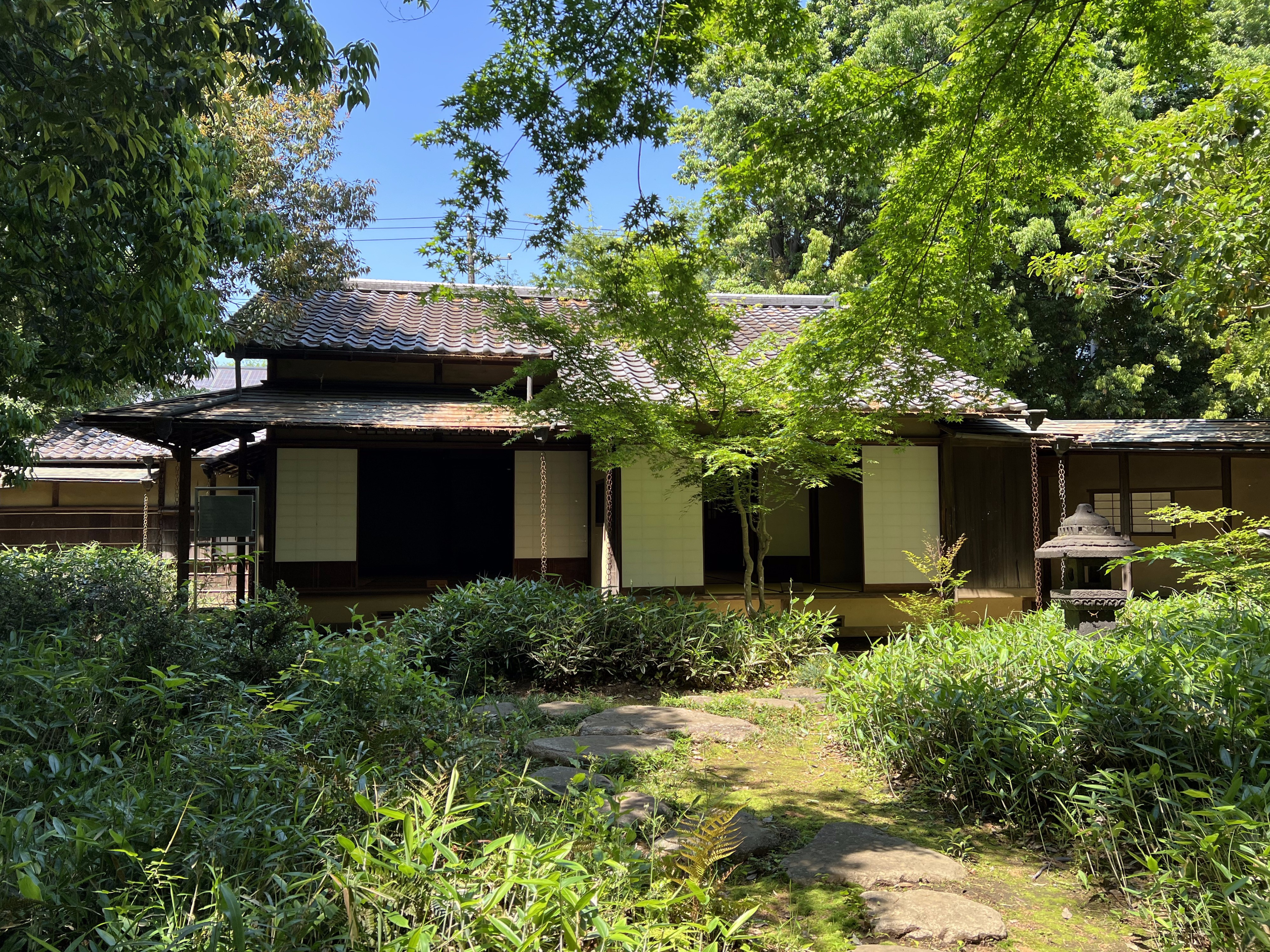
斜月亭
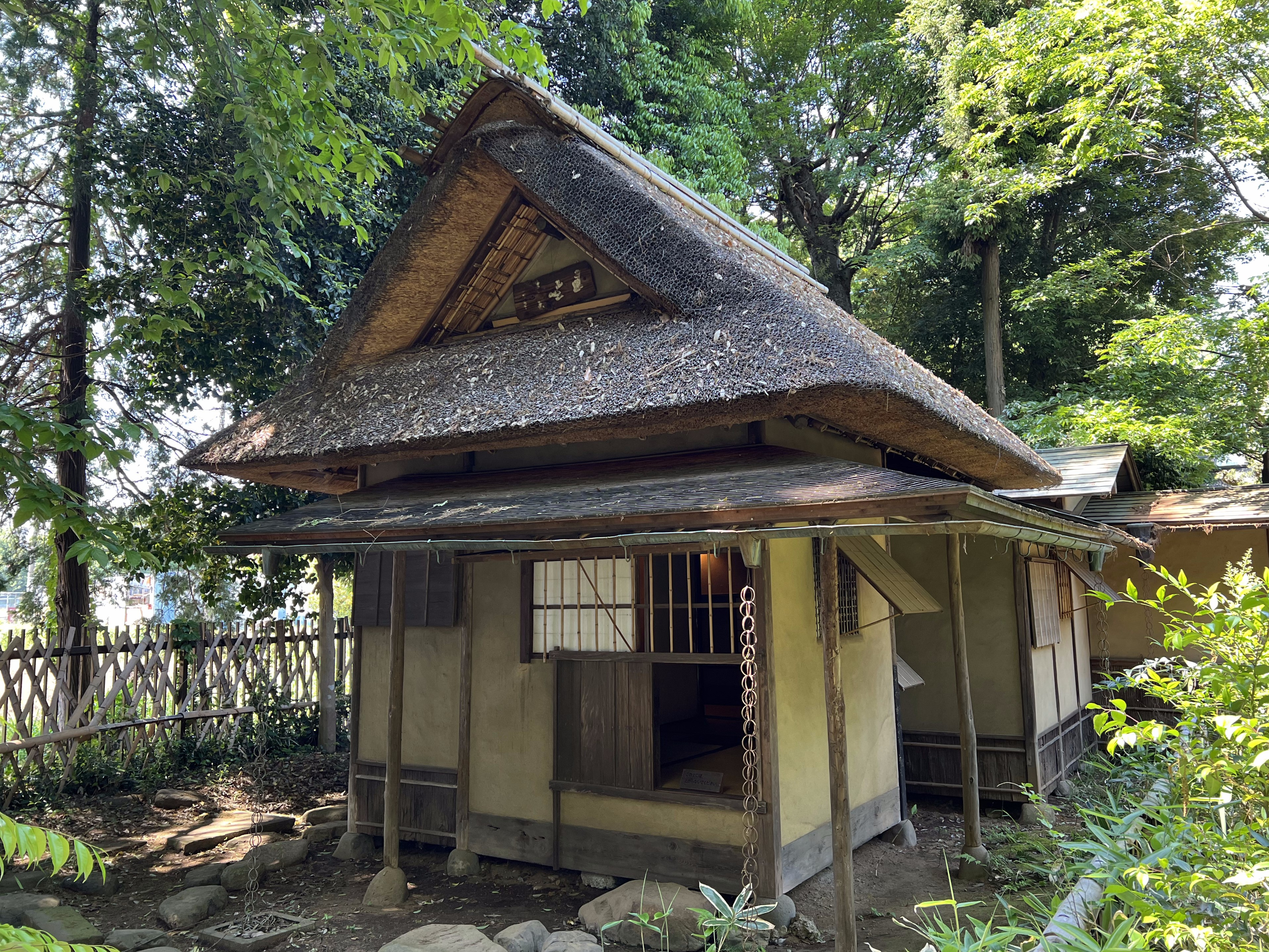
久木庵

## 見学
- 毎週木曜日に一般公開されている。
- それ以外では管理している東京国立博物館の許可が必要。